# 松从高速公路
松桃至从江高速公路，简称松从高速，是中国国家高速公路网纵线联络线之一  秀从高速的贵州段，原为贵州省级高速公路，编号 。连接贵州省铜仁市松桃苗族自治县与黔东南苗族侗族自治州从江县。是贵州省人民政府批准实施的《贵州省高速公路网规划》“6横7纵8联”网高速公路纵线之一。全长347公里，按双向四车道高速公路标准建设，设计速度80公里/小时，其中玉屏侗族自治县大龙街道至天柱县一段，需经过湖南省新晃侗族自治县，目前尚处于规划阶段，路线暂时绕行三穗县，借用沪昆高速大龙至三穗段、三黎高速三穗至天柱段。截止2015年1月底，松从高速除大龙至天柱段外已全线通车，车辆可从重庆秀山经松桃全程高速直达从江。

## 组成路段

### 松桃－铜仁
简称松铜高速，起点于松桃苗族自治县黄板镇两河口的渝黔省界，终点在大兴街道将军山枢纽与杭瑞高速连接，然后与杭瑞高速共线至铜仁。于2013年11月28日开工建设，2014年12月26日正式通车运营，全长50.378公里，总投资约57.3亿元人民币，共设黄板、松桃北、松桃南、苗王城西、正大5个出入口，设松桃停车区、盘信服务区。

### 铜仁－大龙
简称铜大高速，起点位于铜仁市碧江区河西街道八官溪村，终点于玉屏侗族自治县大龙街道，与沪昆高速公路连接，2009年12月29日开始建设，2012年10月28日建成通车，全长56公里。共设铜仁南、茶店、万山经开区、七里冲、大龙5处出入口，设茶店1处服务区，田坪1处停车区。

### 大龙－天柱
规划路线全长约70.4公里，其中，贵州境长34.4公里（黔东南苗族侗族自治州境内24.4公里，铜仁市境内10公里），估算投资38亿元人民币，湖南境长约36公里，估算投资39亿人民币。计划2025年6月开工，建设工期3年。
当前绕行路线为：
- 沪昆高速大龙至三穗段：自大龙街道至三穗县屏树枢纽，设置大龙、玉屏、岑巩、清溪、三穗5个出入口，设置玉铜、三穗2个服务区。
- 三黎高速三穗至天柱段：属于  洞三高速，起于屏树枢纽与沪昆高速相接，经瓦寨、桐林、款场至天柱。已于2015年1月23日正式通车。

### 天柱－黎平
三黎高速全长138.066公里，总投资约102亿元人民币，全线设置三穗南、瓦寨、桐林、款场、天柱、高酿、锦屏、敦寨、新化9个出入口，设瓦寨、款场、天柱、锦屏、新化5处服务区。其中，天柱至黎平段，起于天柱县，止于黎平县高屯街道八舟社区汉寨，于2010年11月28日开工建设，2015年1月23日正式通车运营。

### 黎平－洛香
简称黎洛高速，起于黎平县高屯街道八舟社区汉寨，终点位于从江县洛香镇与厦蓉高速相接，于2009年9月21日开工建设，2012年8月16日正式通车运营，全程50.4公里，总投资约30.97亿元人民币，设置黎平北、黎平南、中潮、永从、从江东5个出入口，设置中潮、黎平2个服务区。

## 互通设施
| 地区                                                                                         | 里程 | 类型                              | 名称       | 连接              | 说明                        |
| -------------------------------------------------------------------------------------------- | ---- | --------------------------------- | ---------- | ----------------- | --------------------------- |
| 渝黔界                                                                                       |      | 地界                              | 两河口     | 秀松高速          |                             |
| 铜仁市 松桃縣                                                                                |      | 主线收费站                        | 两河口     | 两河口            | 已撤销                      |
| 铜仁市 松桃縣                                                                                |      | 出入口                            | 黄板       | 黄板              |                             |
| 铜仁市 松桃縣                                                                                |      | 枢纽                              | 九龙枢纽   | 松道高速          |                             |
| 铜仁市 松桃縣                                                                                |      | 出入口                            | 松桃北     | 242国道           |                             |
| 铜仁市 松桃縣                                                                                |      | 停车场 · 加油设施 · 修车站 · 餐厅 | 松桃服务区 | 松桃服务区        |                             |
| 铜仁市 松桃縣                                                                                |      | 出入口                            | 松桃南     | 352国道           |                             |
| 铜仁市 松桃縣                                                                                |      | 停车场 · 加油设施 · 修车站 · 餐厅 | 盘信服务区 | 盘信服务区        |                             |
| 铜仁市 松桃縣                                                                                |      | 出入口                            | 苗王城西   | 242国道           |                             |
| 铜仁市 松桃縣                                                                                |      | 出入口                            | 正大       | 201省道           |                             |
| 铜仁市 松桃縣                                                                                |      | 枢纽                              | 将军山枢纽 | 大思高速          | 与 共线段起点               |
| 铜仁市 碧江区                                                                                |      | 停车场 · 加油设施 · 修车站 · 餐厅 | 铜仁服务区 | 铜仁服务区        |                             |
| 铜仁市 碧江区                                                                                |      | 出入口                            | 铜仁北     | 354国道           | 铜仁学院                    |
| 铜仁市 碧江区                                                                                |      | 枢纽                              |            | 铜怀高速          |                             |
| 铜仁市 碧江区                                                                                |      | 出入口                            | 铜仁西     | 354国道           |                             |
| 铜仁市 碧江区                                                                                |      | 枢纽                              | 铜仁       | 大思高速          | 与 共线段终点               |
| 铜仁市 万山区                                                                                |      | 出入口                            | 铜仁南     | 桂花大道          |                             |
| 铜仁市 万山区                                                                                |      | 停车场 · 加油设施 · 修车站 · 餐厅 | 茶店服务区 | 茶店服务区        |                             |
| 铜仁市 万山区                                                                                |      | 出入口                            | 茶店       | 242国道 201省道   |                             |
| 铜仁市 万山区                                                                                |      | 出入口                            | 万山       | 242国道 584县道   |                             |
| 铜仁市 玉屏縣                                                                                |      | 停车场 · 飲料小吃                 | 田坪停车区 | 田坪停车区        |                             |
| 铜仁市 玉屏縣                                                                                |      | 枢纽                              | 黄母冲枢纽 | 江玉高速          |                             |
| 铜仁市 玉屏縣                                                                                |      | 出入口                            | 七里冲     | 201省道           |                             |
| 铜仁市 玉屏縣                                                                                |      | 出入口                            | 大龙       | 201省道           |                             |
| 铜仁市 玉屏縣                                                                                |      | 枢纽                              | 大龙枢纽   | 玉三高速          | 与 共线段起点               |
| 铜仁市 玉屏縣                                                                                |      | 停车场 · 加油设施 · 修车站 · 餐厅 | 玉铜服务区 | 玉铜服务区        |                             |
| 铜仁市 玉屏縣                                                                                |      | 出入口                            | 玉屏       | 320国道           | 玉屏站                      |
| 黔東南州 岑巩县                                                                              |      | 出入口                            | 岑巩       | 思州路            |                             |
| 黔東南州 镇远县                                                                              |      | 出入口                            | 青溪       | 551国道           |                             |
| 黔東南州 镇远县                                                                              |      | 停车场 · 飲料小吃                 | 镇远停车区 | 镇远停车区        |                             |
| 黔東南州 三穗县                                                                              |      | 停车场 · 加油设施 · 修车站 · 餐厅 | 三穗服务区 | 三穗服务区        |                             |
| 黔東南州 三穗县                                                                              |      | 出入口                            | 三穗       | 320国道           | 三穗站                      |
| 黔東南州 三穗县                                                                              |      | 枢纽                              | 屏树枢纽   | 三凯高速 三黎高速 | 与 共线段终点 与 共线段起点 |
| 黔東南州 三穗县                                                                              |      | 出入口                            | 三穗南     | 美敏大道          |                             |
| 黔東南州 三穗县                                                                              |      | 出入口                            | 瓦寨       | 310省道           |                             |
| 黔東南州 三穗县                                                                              |      | 停车场 · 飲料小吃                 | 瓦寨停车区 | 瓦寨停车区        |                             |
| 黔東南州 三穗县                                                                              |      | 出入口                            | 桐林       | 310省道           |                             |
| 黔東南州 三穗县                                                                              |      | 停车场 · 加油设施 · 修车站 · 餐厅 | 款场服务区 | 款场服务区        |                             |
| 黔東南州 三穗县                                                                              |      | 出入口                            | 款场       | 310省道           |                             |
| 黔東南州 天柱县                                                                              |      | 出入口                            | 天柱       | 242国道           | 与 共线段终点               |
| 黔東南州 天柱县                                                                              |      | 出入口                            | 高酿       | 242国道           |                             |
| 黔東南州 天柱县                                                                              |      | 停车场 · 飲料小吃                 | 地坝停车区 | 地坝停车区        |                             |
| 黔東南州 锦屏县                                                                              |      | 出入口                            | 锦屏       | 852县道           |                             |
| 黔東南州 锦屏县                                                                              |      | 停车场 · 加油设施 · 修车站 · 餐厅 | 锦屏服务区 | 锦屏服务区        |                             |
| 黔東南州 锦屏县                                                                              |      | 出入口                            | 敦寨       | 202省道           |                             |
| 黔東南州 锦屏县                                                                              |      | 停车场 · 加油设施 · 修车站 · 餐厅 | 新化服务区 | 新化服务区        |                             |
| 黔東南州 锦屏县                                                                              |      | 出入口                            | 新化       | 850县道           |                             |
| 黔東南州 黎平县                                                                              |      | 枢纽                              | 八舟河枢纽 | 剑黎高速          |                             |
| 黔東南州 黎平县                                                                              |      | 出入口                            | 黎平北     | 黎天线            | 黎平机场                    |
| 黔東南州 黎平县                                                                              |      | 停车场 · 加油设施 · 修车站 · 餐厅 | 黎平服务区 | 黎平服务区        |                             |
| 黔東南州 黎平县                                                                              |      | 出入口                            | 黎平南     | 202省道           |                             |
| 黔東南州 黎平县                                                                              |      | 出入口                            | 中潮       | 242国道           |                             |
| 黔東南州 黎平县                                                                              |      | 停车场 · 飲料小吃                 | 中潮停车区 | 中潮停车区        |                             |
| 黔東南州 黎平县                                                                              |      | 出入口                            | 永从       | 242国道           |                             |
| 黔東南州 从江县                                                                              |      | 枢纽                              | 从江东枢纽 | 水格高速          |                             |
| 黔東南州 从江县                                                                              |      | 主线出入口 · 主线收费站           | 从江东     | 242国道 202省道   | 从江站                      |
| 1.000 英里 = 1.609 千米；1.000 千米 = 0.621 英里 并行路段 • 已关闭／取消 • 限制进入 • 未开放 |      |                                   |            |                   |                             |